# Nepenthes pervillei
Nepenthes pervillei ist eine Kannenpflanzenart aus der Familie der Kannenpflanzengewächse (Nepenthaceae). Sie ist ausschließlich auf den Seychellen heimisch.

## Beschreibung
Nepenthes pervillei ist eine kriechend oder kletternd wachsende Liane. Die Wurzel ist lang und stark entwickelt. Der verholzende Stängel ist rotbraun und im Querschnitt zylindrisch.
Die Pflanze bildet Rosetten aus. Die ledrigen, kahlen, stängelumfassenden Blätter erreichen eine Länge von bis zu 25 Zentimeter, die scheinbaren Blattspreiten, die im strengen Sinne nur einen umgebildeten Blattgrund darstellen, sind ganzrandig und verkehrt-eiförmig. Das äußerste Ende läuft spitz zu, der „Blattgrund“ ist keilförmig zugespitzt. Die je Blatthälfte vier oder fünf Seitenrippen sind parallelläufig, die Mittelrippe ragt in Gestalt einer Ranke über die „Spreite“ hinaus, die an ihrem Ende in die Kanne übergeht, erst sie ist dann die eigentliche Blattspreite.
Der in der Gattung eigentlich ausgeprägte Gegensatz zwischen Bodenkannen und Luftkannen ist bei Nepenthes pervillei schwächer ausgeprägt, in bodennahen Rosetten können beide Formen zusammen auftreten, bei kletternden Pflanzen allerdings finden sich nur Luftkannen. Bei den einwärts gewandten Bodenkannen ist die Ranke bis zu 40 Zentimeter lang, die Kannen sind urnenförmig und weisen bewimperte Flügelleisten auf. Luftkannen stehen an bis zu 5 Zentimeter langen Ranken, weisen nach außen und die bewimperten Flügelleisten fehlen. Sie sind bis zu 21 Zentimeter hoch und in Abhängigkeit vom Standort rot, grün, gelb oder orange eingefärbt. Die Kannenöffnung ist schräg von innen nach außen geneigt, das zurückgebogene Peristom weist querstehende Rippen auf. Der Deckel ist rund, horizontal geradestehend und misst bis zu 3 Zentimeter im Durchmesser.
Der Blütenstandsstiel ist bis zu 40 Zentimeter lang und eine Rispe. Er trägt bis zu vierundzwanzig Blüten und wächst ausschließlich aus den Rosetten von Luftkannen. Wie alle Kannenpflanzen ist auch Nepenthes pervillei zweihäusig, das heißt, eine Pflanze ist entweder weiblich oder männlich, nie aber zwittrig. Die männlichen Blüten haben vier, selten fünf, am Ansatz miteinander verwachsene Blütenhüllblätter, die einzelnen Lappen sind bis zu 2 Millimeter lang und spitz zulaufend. Es finden sich sechs Staubbeutel, die Staubfäden sind zu einer kurzen Säule miteinander verwachsen. Die weiblichen Blüten haben vier oder fünf Blütenhüllblätter, sind am Ansatz verwachsen, stumpfgelappt und bis zu 2 Millimeter lang. Die drei oder vier Narben tragenden Fruchtknoten sind verkehrt-kegelförmig.
Die Frucht ist verkehrt-kegelförmig und dreiklappig. Sie ist ledrig, jung olivgrün, mit zunehmender Reife hellbraun werdend. Ungewöhnlich für die Gattung sind die schwarzen Samen nicht dünn fadenförmig, sondern kurz und an einem Ende stumpf.
Die Chromosomenzahl beträgt 2n = 80.

## Verbreitung
Nepenthes pervillei ist die einzige Kannenpflanzen-Art, die auf den Seychellen vorkommt, hier ist sie auf den Inseln Mahé und Silhouette zu finden. Sie wächst in Höhenlagen von 350–500 Meter auf Granitfelsen.

## Ökologie
Nepenthes pervillei wächst auf einer nur sehr dünnen oder gelegentlich völlig abwesenden Substratschicht, ihre lang wachsenden Wurzeln reichen bis in tiefe Spalte der Felsen, wo sie neben Feuchtigkeit vermutlich auch den dort von Cyanobakterien der Gattung Lyngbyia produzierten Stickstoff als Nährstoff aufnimmt.
Die Kannen von Nepenthes pervillei sind der Lebensraum einer Milbenart, Creutzeria seychellensis.

## Systematik
Die Erstbeschreibung von Nepenthes pervillei erfolgte 1852 durch Carl Ludwig von Blume. Aufgrund einiger innerhalb der Gattung einzigartiger Merkmale von Frucht, Samen und männlicher Blüte stellte sie Hooker 1873 in eine eigene Sektion Anourosperma und Ernst Hans Hallier 1921 in eine eigene Gattung Anurosperma (sic!).
Molekularbiologische Untersuchungen lassen ebenso wie morphologische Merkmale darauf schließen, dass Nepenthes pervillei gemeinsam mit den anderen Endemiten der westlichen Verbreitungsgrenze (Nepenthes madagascariensis und Nepenthes masoalensis in Madagaskar sowie Nepenthes distillatoria aus Sri Lanka) eine basale Klade innerhalb der Gattung bildet.